# Iwan Makarow
Iwan Andriejewicz Makarow, ros. Иван Андреевич Макаров (ur. 19 maja 1899 r. we wsi Surikowo kurmanajewskiego ujezdu, zm. prawdopodobnie w 1945 r. w Ulm) – radziecki wojskowy (pułkownik), wykładowca w szkole oficerskiej ROA pod koniec II wojny światowej.
W 1910 r. ukończył szkołę wiejską. Brał udział w wojnie domowej z Białymi. W lutym 1919 r. wstąpił do wojska bolszewickiego. Służył w 217 Pułku Strzeleckim. W czerwcu 1920 r. ukończył taszkienckie kursy kadry dowódczej, po czym został dowódcą plutonu karabinów maszynowych 10 Turkiestańskiego Pułku Strzeleckiego. Brał udział w walkach z basmaczami. W październiku 1923 r. został ranny. Od października 1924 r. był ponownie  słuchaczem kursów kadry dowódczej w Taszkencie, po ukończeniu których powrócił do 10 Turkiestańskiego Pułku Strzeleckiego. Od listopada 1925 r. dowodził oddziałem karabinów maszynowych, zaś od listopada 1926 r. kompanią strzelecką. Od grudnia 1929 r. pełnił funkcję komendanta szkoły pułkowej. W kwietniu 1932 r. objął dowództwo batalionu 4 Pułku Kołchoźnego Korpusu Dalekowschodniego. Od września tego roku był 2 zastępcą szefa 1 wydziału sztabu 2 Dywizji Kołchoźnej. We wrześniu 1934 r. został szefem 1 wydziału sztabu Korpusu Dalekowschodniego. Od stycznia 1935 r. dowodził 49 Samodzielnym Batalionem Budowlanym. W 1936 r. awansował do stopnia majora. W kwietniu 1938 r. objął funkcję szefa wojskowo-budowlanego oddziału Charkowskiego Okręgu Wojskowego. Od końca maja 1940 r. w stopniu podpułkownika wykładał taktykę w charkowskiej szkole piechoty jako starszy wykładowca. Pod koniec lutego 1941 r. został dowódcą batalionu 103 Pułku Strzeleckiego. Od końca sierpnia tego roku pełnił obowiązki dowódcy 678 Pułku Strzeleckiego 411 Dywizji Strzeleckiej. Na pocz. marca 1942 r. awansował na pułkownika. Na przełomie maja/czerwca tego roku pod Charkowem dostał się do niewoli niemieckiej. Przebywał w różnych obozach jenieckich. W listopadzie 1944 r. wstąpił do Sił Zbrojnych Komitetu Wyzwolenia Narodów Rosji. Wraz z grupą oficerów objeżdżał obozy jenieckie dla czerwonoarmistów w okupowanej Norwegii, werbując ochotników do nowo formowanej 2 Dywizji Piechoty Sił Zbrojnych KONR. Od pocz. 1945 r. był wykładowcą w szkole oficerskiej ROA. W kwietniu tego roku w obozie w Münsingen został aresztowany przez kontrwywiad "własowski" z powodu zarzutów o sympatie prosowieckie. Szybko wypuszczono go jednak na wolność. Podczas ewakuacji koleją oddziałów 2 Dywizji Piechoty na stacji kolejowej w Ulm przepadł bez wieści, kiedy transport został zbombardowany przez lotnictwo amerykańskie.